# Eero Aarnio

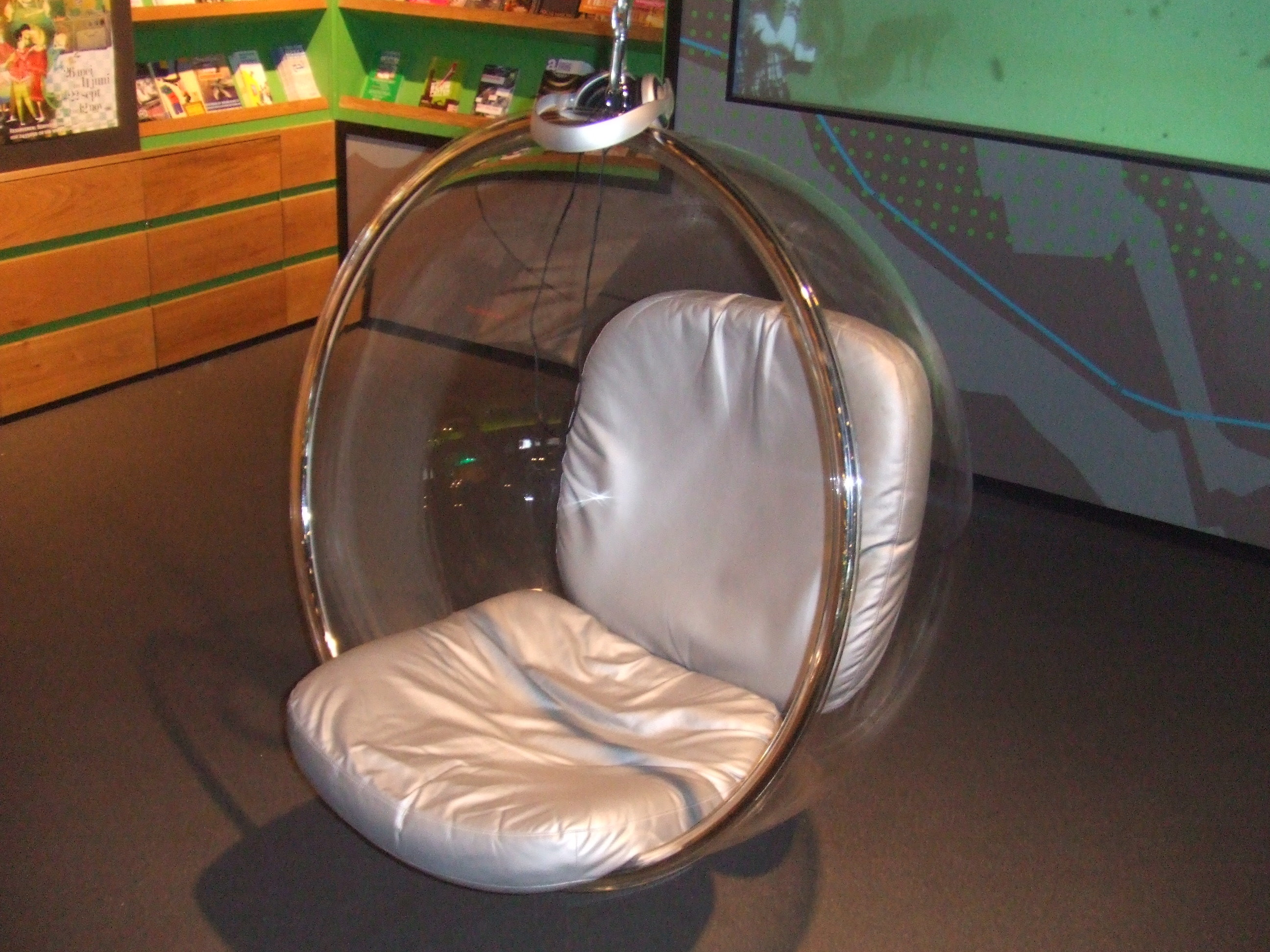
Bubble Chair

Eero Aarnio (Helsinki, 21 juli 1932) is een Finse binnenhuisarchitect, die bekend is van zijn innovatieve meubilairontwerpen in de jaren 60, in het bijzonder zijn plastiek en glasvezelstoelen.
Zijn Asko-stoel, die na de meubelbeurs van 1966 in Keulen, wereldbekendheid verwierf, was de eerste uit glasvezel vervaardigde stoel.
Aarnio studeerde aan het Instituut van Industriële Kunsten in Helsinki, en begon zijn eigen bureau in 1962. Het volgende jaar introduceerde hij zijn Ball Chair, een hol gebied op een tribune, open aan één kant om een persoon toe te staan om binnen te zitten. Ook zijn Bubble Chair is bekend, een van doorzichtig plexiglas gemaakte halve, open bol, die aan een ketting aan het plafond hangt. Deze zijn nog steeds in productie. Andere innovatieve ontwerpen omvatten zijn drijvende Pastille Chair en de stabielere Tomato Chair. Later in zijn leven hervatte Aarnio het gebruik van traditionelere materialen zoals hout.
In 2008 werd aan Aarnio de Kaj Franck Design Prize toegekend.